# Agència de Kathiawar
L'agència de Kathiawar fou una entitat política de control establerta pels britànics a la presidència de Bombai. L'agència fou fundada el 1822 i va existir fins al 1947 quan es va unir a l'Índia i es va formar la Unió de Saurashtra integrada al Gujarat el 1960. La capital o lloc de residència de l'agent polític era a Rajkot. En aquesta ciutat hi havia una escola per als fills del prínceps més importants, i una altra era a Gondal per als fills dels giràsies o caps menors. L'agent polític del governador general exercia el control sobre nombrosos petits estats tributaris a la península de Kathiawar. La superfície era de 54.084 km² i la població el 1901 de 2.329.196 habitants. La població el 1881 era de 2.343.899 i en aquest any els estats eren 187 dels quals 13 no pagaven tribut, 105 el pagaven al govern britànic, 79 al Gaikwar de Baroda, i 134 al nawab de Junagarh.

## Divisió administrativa
Administrativament estava dividida en quatre prants (divisions):
- Prant de Jhalawar
- Prant d'Halar
- Prant de Sorath
- Prant de Gohelwar

Aquesta divisió es va establir al segle xix però anteriorment hi havia deu prants:
- Jhalawar (amb uns 50 estats)
- Machhukantha, a l'oest de l'anterior
- Halal o Halar al nord-oest (amb uns 26 estats)
- Okhamandal, a l'extrem oest, de Baroda
- Barda o Jethwar, a la costa sud-oest
- Sorath, al sud
- Babriawar, muntanyes del sud-est
- Kathiawar, al centre
- Undsarviya, a la vall del Satrunji
- Gohelwar, a l'est a la costa del golf de Cambay

En aquesta darrera subdivisió hi havia la subdivisió Gogha o Gogo del districte d'Ahmedabad.
Els principals estats o principats estaven dividits en set classes: 8 de primera (Junagadh, Nawanagar, Bhavnagar, Porbandar, Dhrangadhra, Morvi, Gondal i Jafarabad), 6 de segona, 8 de tercera, 9 de quarta, 16 de cinquena, 30 de sisena i 5 de setena. Els restants 111 eren considerats per sota a nivell de giràseies (caps locals) 

### Estats del prant de Gohelwar
- Principat de Bhavnagar o Bhavnagar dinastia Gohel Rawal Rajput, classe 1
- Palitana, dinastia Gohel Rajput, calsse 2
- Jasdan, dinastia kathi, classe 3
- Vala, dinastia Gohel Rawal Rajput, classe 3
- Lathi, dinastia Gohel Rawal Rajput, classe 4
- Bhadli, dinastia kathi, classe 6
- Itaria, dinastia kathi, classe 6
- Kotra Pitha, dinastia kathi, classe 6
- Yankia, dinastia kathi, classe 6
- Kariana, dinastia kathi, classe 7
- Akadia, Chavada rajputs
- Alampur, Gohel rajputs
- Babra, kathis
- Bhandaria, kamalies ahirs
- Bhojavadar, Gohel rajputs
- Bildi, sindis
- Boda-no-nes, kamalies ahirs
- Chamardi, Gohel rajputs
- Chiroda, Sarvaiya rajputs
- Chitravav, Gohel rajputs
- Chok, Sarvaiya rajputs
- Datha, Sarvaiya rajputs
- Dedarda, Sarvaiya rajputs
- Derdi-Janbai, charans
- Dhola, Gohel rajputs
- Gadhali, Gohel rajputs
- Gadhoola, Gohel rajputs
- Gandhol, Gohel rajputs
- Iavej, Sarvaiya rajputs
- Jalia Amaraji, Sarvaiya rajputs
- Jalia Manaji, Sarvaiya rajputs
- Juna Padar, khasia koli
- Kamadhia, mirs musulmans
- Kanjarda, Sarvaiya rajputs
- Katodia, Gohel rajputs
- Khijadia, musulmans sayyids
- Khijadia Dosaji, Gohel rajputs
- Limbda, Gohel rajputs
- Morchopna, kamalies ahirs
- Nilvala, kathis
- Pachhegam, Gohel rajputs
- Pah, Sarvaiya rajputs
- Panchavada, Sarvaiya rajputs
- Rajpara, Sarvaiya rajputs
- Ramanka, Gohel rajputs
- Randhia, musulmans sayyids
- Ranigam, Sarbaiya rajputs i kathis
- Ratanpur Dhamanka, Gohel rawals rajputs
- Rohisala, Sarbaiya rajputs
- Samadhiala, Sarbaiya rajputs
- Samadhiala (Chabharia), Sarbaiya rajputs
- Samadhiala (Charan), Gohle rajputs
- Sanala, Sarbaiya rajputs
- Sata-no-nes, kamalies ahirs
- Shevdivadar, khasia kolis
- Songadh, Gohel rajputs
- Toda Todi, Gohel rajputs
- Vadal, kamalia ahirs
- Vadod, Gohel rajputs
- Vangadhra, Gohel rajputs
- Vavdi Dharvala, Gohel rajputs
- Vavdi Vachhani, Gohel rajputs
- Vija-no-nes, khasia kolis

### Principats del prant de Halar
- Gondal, Jadeja rajputs, 1a classe.
- Morvi, Jadeja rajputs, 1a classe.
- Navanagar o Nawanagar, Jadeja rajputs, 1a classe.
- Dhrol, Jadeja rajputs, 2a classe.
- Rajkot, Jadeja rajputs, 2a classe.
- Wankaner, Jhala rajputs, 2a classe.
- Kotda Sangan, Jadeja rajputs, 4a classe.
- Malia, Jadeja rajputs, 4a classe.
- Virpur, Jadeja rajputs, 4a classe.
- Gadhka, Jadeja rajputs, 5a classe.
- Gavridad, Jadeja rajputs, 5a classe.
- Jalia Devani, Jadeja rajputs, 5a classe.
- Kotharia, Jadeja rajputs, 5a classe.
- Mengni, Jadeja rajputs, 5a classe.
- Principat de Pal, Jadeja rajputs, 5a classe.
- Bhadva, Jadeja rajputs, 6a classe.
- Rajpara, Jadeja rajputs, 6a classe.
- Shahpur, Jadeja rajputs, 6a classe.
- Khirasra, Jadeja rajputs, 7a classe.
- Lodhika, Jadeja rajputs, 7a classe.
- Vadali, Jadeja rajputs, 7a classe.
- Amrapur, musulmans shaykhs
- Bhalgam Baldhoi, kathis
- Drafa, Jadeja rajputs
- Kanksiali, Jadeja rajputs
- Kanpar Ishwaria, kathis
- Kotda Nayani, Jadeja rajputs
- Mowa, Jadeja rajputs
- Mulila Deri, Jadeja rajputs
- Satodad-Vavdi, Jadeja rajputs
- Sisang Chandli, Jadeja rajputs
- Virvao, Jadeja rajputs

### Principats del prant de Jhalawar
- Dhrangadhra, Jhala rajputs, 1a classe.
- Limbdi, Jhala rajputs, 2a classe.
- Wadhwan, Jhala rajputs, 2a classe.
- Chuda, Jhala rajputs, 3a classe.
- Lakhtar, Jhala rajputs, 3a classe.
- Sayla, Jhala rajputs, 3a classe.
- Bajana, Jats Maleks, 4a classe
- Muli, Parmar rajputs, 4a classe
- Patdi, kunbis, 4a classe
- Vanod, Jats maleks, 5a classe
- Anandpur, kathis, 6a classe
- Bhoika, Jhala Rajputs, 6a classe
- Chotila, kathis, 6a classe
- Dasada, Maleks, 6a classe
- Rai-Sankli, 6a classe
- Rajpur, Jhala rajputs, 6a classe
- Sanosra, kathis, 6a classe
- Vadod, Jhala rajputs, 6a classe
- Ankevalia, Jhala rajputs
- Bamanbore, Kathis
- Bhadvana, Kathis
- Bhalala, Kathis
- Bhalgamda, Kathis
- Bharejda, Kathis
- Bhathan, Jhala rajputs
- Bhimora, Kathis
- Chachana, Jhala rajputs
- Chhalala, Jhala rajputs
- Chobari, Kathis
- Darod, Jhala rajputs
- Devlia, Jhala rajputs
- Dudhrej, Jhala rajputs
- Gedi, Jhala rajputs.
- Gundiali, Jhala rajputs
- Jakhan, Jhala rajputs
- Jamar, Jhala rajputs
- Jhampodad, Jhala rajputs
- Jhinjhuvada (inclou Rozva), kolis
- Kamalpur, Jhala rajputs
- Kantharia, Jhala rajputs
- Karmad, Jhala rajputs
- Karol, Jhala rajputs
- Kesria, Jhala rajputs
- Khambhlav, Jhala rajputs
- Khandia, Jhala rajputs
- Kherali, Jhala rajputs
- Laliyad, Jhala rajputs
- Matra Timba, Kathis
- Mevasa, Kathis
- Munjpur, Parmar rajputs
- Palali, Jhala Rajputs
- Paliyad, Kathis
- Ramparda, Kathis
- Sahuka, Jhala rajputs
- Samla, Jhala rajputs
- Sejakpur, Kathis
- Sudamda-Dhandalpur, Kathis
- Talsana, Jhala rajputs
- Tavi, Jhala Rajputs
- Untdi, Jhala rajputs
- Vana, Jhala rajputs
- Vanala, Jhala rajputs
- Vithalgadh, Kayasth Prabhu

### Principats del prant de Sorath
- Junagarh, babis (musulmans), 1a classe
- Porbandar, Jethwa rajputs, 1a classe
- Jafarabad, habshis, 1a classe
- Bantva Manavadar, babis (musulmans)
- Jetpur, Kathis, diverses branques, 3a a 7a classe
- Bantva (Gidad), babis (musulmans), 5a classe
- Dedan, Kathis Baberia Kotila, 5a classe
- Vasavad, Nagar bramans, 5a classe
- Bagasra, Kathis, 6a classe
- Kuba, Nagar bramans, 6a classe
- Vinchhavad, khatis, 6a classe
- Charkha, kathi
- Dahida, Kathi
- Dholarva, Kathi
- Gadhia, Kathi
- Garmali Moti, Kathi
- Garmali Nani, Kathi
- Gigasaran, Kathi
- Halaria, Kathi
- Jamka, Kathi
- Kaner, Kathi
- Kathrota, Kathi
- Khijadia Najani, Kathi
- Lakhapadar, Kathi
- Manavav, Kathi
- Monvel, Kathi
- Silana, Kathi
- Vaghvadi, Kathi
- Vekaria, Kathi

### Darrers anys
El 1924 l'agència fou transformada en Agència de l'Índia Occidental i dividida en tres subagències:
- Agència de Kathiawar Occidental amb els estats dels prants de Sortah i Halar
- Agència de Kathiawar Oriental amb els estats dels prants de Jhalawar i Gohelwar
- Agència de Sabar Kantha, antiga agència de Palanpur més Kutch